# Оук Гроув Хајтс (Арканзас)
Оук Гроув Хајтс (енгл. Oak Grove Heights) град је у америчкој савезној држави Арканзас.

## Демографија
По попису из 2010. године број становника је 889, што је 162 (22,3%) становника више него 2000. године.
| Група             | 2000.       | 2010.       |
| Белци             | 720 (99,0%) | 866 (97,4%) |
| Афроамериканци    | 0 (0,0%)    | 9 (1,0%)    |
| Азијати           | 0 (0,0%)    | 2 (0,2%)    |
| Хиспаноамериканци | 0 (0,0%)    | 11 (1,2%)   |
| Укупно            | 727         | 889         |